# Агеєво
Аге́єво (рос. Агеево, ерз. Агеево) — присілок у складі Темниковського району Мордовії, Росія. Входить до складу Аксьольського сільського поселення.
Населення — 66 осіб (2010; 97 у 2002).
Національний склад (станом на 2002 рік):
- росіяни — 99 %